# Плотников, Александр Александрович
Александр Александрович Плотников (17 февраля 1979, Ростов-на-Дону) — российский футболист, вратарь.
Воспитанник ДЮСШ «Авангард» Ростов-на-Дону. В 1996—1997 годах выступал в третьей лиге за вторую команду «Ростсельмаша» — 35 игр, 90 пропущенных голов. В 1999—2001 годах играл за любительский клуб «Металлист» Таганрог. Следующие пять сезонов провёл во втором дивизионе, играя за «Биохимик-Мордовию» Саранск (2001—2002) и «Олимпию» Волгоград (2003—2005). Затем выступал в чемпионате Белоруссии за «Дариду» Ждановичи (2006—2007) и «Динамо» Брест (2008—2010). Лучший вратарь чемпионата-2006. Вернувшись в Россию, играл в первенстве ФНЛ за «Черноморец» Новороссийск (2011/12), «Енисей» Красноярск (2012/13 — 2014/15).
На любительском уровне играл за клубы «Донгаздобыча» Сулин (2015), «Кубанская корона» Шевченко (1016), «Аксай» Аксай (2016), «Искра-Донгаздобыча-2» Новобатайск (2017—2018).